# Takoa Invest
Takoa Invest est une société d'investissement familiale en Finlande.

## Présentation
Takoa Invest investi dans des entreprises à potentiel de croissance ainsi que des biens immobiliers en Finlande et à l'étranger.
Selon Takoa Invest son objectif est d'aider les entreprises à développer leurs activités à l'international et en tant que propriétaire immobilier d'offrir des biens immobiliers pour les entreprises.

## Entreprises
En 2020, Takoa Invest a des parts des sociétés suivantes:
- 2ndChain
- Aprovix
- BN Clarity Inc
- Fatec
- FinnFleet Tankers
- Goodwiller
- HLD Healthy Life Devices
- IndoorAtlas
- Kiinteistöyhtiöt
- Klinik Healthcare Solutions
- Lumir
- Rollock
- Spottio Indoor Solution
- Superoperator
- Tokmanni
- Viafin Service
- Theranica
- Agroy